# Premier ministre de l'État-Libre
Le Premier ministre de l'État-Libre (en anglais : Premier of the Free State) est le chef du gouvernement de la province de l'État-Libre en Afrique du Sud.

## Liste
| N° | Nom                    | Début            | Parti                     |
| -- | ---------------------- | ---------------- | ------------------------- |
| 1  | Mosiuoa Lekota         | 7 mai 1994       | Congrès national africain |
| 2  | Ivy Matsepe-Casaburri  | 18 décembre 1996 | Congrès national africain |
| 3  | Winkie Direko          | 15 juin 1999     | Congrès national africain |
| 4  | Beatrice Marshoff      | 26 avril 2004    | Congrès national africain |
| 5  | Ace Magashule          | 6 mai 2009       | Congrès national africain |
| 6  | Sisi Ntombela          | 27 mars 2018     | Congrès national africain |
| 7  | Mxolisi Dukwana        | 24 février 2023  | Congrès national africain |
| 8  | Maqueen Letsoha-Mathae | 14 juin 2024     | Congrès national africain |

## Source de la traduction
- (en) Cet article est partiellement ou en totalité issu de l’article de Wikipédia en anglais intitulé « Premier of the Free State » (voir la liste des auteurs).